# Lua Mater
Lua Mater ou simplement Lua ou encore Lua Saturni est une déesse romaine. On sait, par le témoignage de Tite-Live, qu'il arrivait qu'on lui consacre les armes des ennemis vaincus.

## Étymologie et appellations
Le nom de Lua repose sur la même racine que le verbe luo, « délier »  et le nom lues, « chose en liquéfaction, en décomposition », d'où « peste, épidémie, calamité ». La formation de son nom est du même type que celui de Panda par rapport au verbe pando ou d'Anna Perenna par rapport à la locution verbale annare perennareque.
L'appellation Lua Saturni la désigne comme parèdre du dieu Saturne. Elle est qualifiée de Mater dans les deux passages de Tite-Live qui la citent, ce qui implique une relation de confiance avec la déesse.

## Rituel
On ne connaît qu'un seul rituel associé à son nom, grâce à deux passages de Tite-Live. Dans l'un et l'autre cas, il s'agit de la consécration à la déesse des armes des ennemis vaincus. La première fois, le consul C. Plantius déclare qu'il donne à Lua Mater les armes abandonnées par les Antiates. La seconde fois, après la victoire de Paul Émile sur le roi de Macédoine Persée, à la bataille de Pydna (168 av. J.-C.), les armes des troupes macédoniennes furent rassemblées en un grand tas et le général romain y mit le feu après avoir invoqué Lua Mater parmi d'autres dieux.
Il n'existe aucune trace d'un éventuel sanctuaire de Lua et on ne lui connaît pas de fête annuelle.

## Interprétation
H. J. Rose met Lua en rapport avec les semences (à cause de sa relation avec Saturne et de l'étymologie traditionnelle du nom de ce dieu) et avec le feu (à cause du deuxième passage de Tite-Live).
Georges Dumézil montre que ces rapprochements sont artificiels. Il pense que Lua doit être mise en rapport avec la valeur première du verbe luere (cf. grec λύειν), reprise à l'époque classique par le composé solvere : c'est l'idée de « désunir et disloquer ce qui était composé..., dissoudre une matière solide ». La pensée italique et romaine archaïque a la conception « d'un ordre acquis par l'agencement harmonieux des parties » ; Lua préside à l'opération qui défait (luere, solvere) cet agencement. Dans le seul rituel que nous connaissons, Lua Mater a le rôle bénéfique (ce qui lui vaut l'épithète de Mater) de rendre efficace la destruction des armes ennemies ; il est possible que cela puisse s'étendre, par une sorte de magie sympathique, aux armes encore en possession de l'ennemi.
Dumézil rapproche ensuite une déesse védique, Nirr̥ti, qui personnalise le même concept de l'anéantissement, de la destruction. Cette déesse est connue de manière plus complète que Lua et permet de préciser le contour de cette entité divine. Le processus d'anéantissement peut être bénéfique ou dangereux selon la nature de l'être ou de l'objet visé. Dans le cas de Lua Mater, on n'en connaît que l'aspect positif et bénéfique (destruction des armes ennemies) ; mais Nirr̥ti apparaît sous les deux aspects, positif et négatif, et le côté menaçant est bien attesté par deux rituels qui ont pour fonction d'écarter le danger qu'elle pourrait représenter. Dumézil conclut qu'étant donné « l'importance, à Rome comme dans l'Inde, et par l'effet de leur héritage indo-européen commun, de la notion d'ordre, d'ajustement dont la fonction de Lua et de Nirr̥ti n'est que l'opposé et le contrepoids », il est probable que ces deux divinités prolongent une conception indo-européenne.
Salomon Reinach remarque que parmi les divinités en l'honneur desquelles Paul Émile aurait détruit les armes prises à l'ennemi selon Tite-Live, seule Lua n'avait pas été hellénisée. Selon lui, « vouer à Lua, c'est détruire, pas autre chose ».